# Holyoke Publishing
La Holyoke Publishing Company fu una casa editrice di fumetti statunitense fondata da Frank Temerson nel 1940, durante il periodo che gli storici e i fan dei fumetti chiamano Golden Age. Con base in Holyoke, Massachusetts, i suoi eroi più noti furono il duo Cat-Man (successivamente noto come Catman) e Kitten, creati da uno scrittore sconosciuto con illustrazioni di Irwin Hasen in Crash Comics Adventures n. 4 (agosto 1940).
La Holyoke fu anche una delle prime licenzianti di eroi radiofonici, ottenendo successo con i fumetti a cominciare dal combattente del crimine in costume Calabrone Verde.

## Storia
La Holyoke fu originariamente nota come Helnit. La compagnia acquisì i diritti per personaggi della Fox Feature Syndicate come Blue Beetle nel 1942, dopo la bancarotta dell'editore Victor A Fox nello stesso anno.

## Creatori
Tra i ben noti creatori di fumetti che diedero vita a molti dei loro più grandi eroi ci fu Joe Kubert, che regalò alla Holyoke personaggi come Volton the Human Generator, Flagman e Alias X per Cat-Man Comics e Captain Aero Comics.

## Fumetti
- Blue Beetle — 18 numeri, giugno 1942 – febbraio 1944
- Captain Aero Comics — 23 numeri, dicembre 1941 – agosto 1946
- Captain Fearless — 2 numeri, 1941
- Cat-Man Comics (Catman Comics da metà 1944) — 33 numeri
- Crash Comics Adventures — 5 numeri
- Cyclone Comics — 5 numeri
- Foodini — 4 numeri
- Holyoke One-Shot — 10 numeri
- Power Comics — 4 numeri
- Sparkling Stars — 33 numeri
- Sure Fire
- Sure Shot Comics

## Personaggi
- Alias X
- Black Out
- Black Widow (Holyoke)
- Black Venus
- Blaze Baylor
- Blue Beetle (mentre pubblicato dalla Fox)
- Blue Streak
- Boomerang (Holyoke)
- Captain Aero
- Captain Fearless
- Cat-Man e Kitten
- The Deacon
- Dr. Diamond
- Flagman
- Gargoyle (Holyoke)
- Golden Archer (Holyoke)
- Grey Mask (Holyoke)
- The Hood (Holyoke)
- Jag
- Miss Victory
- Mr. Miracle (Holyoke)
- Pied Piper (Holyoke)
- Phantom Falcon
- Ragman (Holyoke)
- The Reckoner (Holyoke)
- Red Cross (Holyoke)
- Red Knight
- Robo of the Little People
- Solar (Holyoke)
- Tornado Tom
- Strongman
- Volton the Human Generator